# Романовская Буда
Романовская Буда (укр. Романівська Буда; первое название —  Селиванова Буда, позже (до 1920 и с 2016) — Романовская Буда, в 1920 — Червоное Село, с 1920 по 2016 г. — Червоная Буда)) — село в Корюковском районе Черниговской области Украины. Население 87 человек. Занимает площадь 0,774 км².
Код КОАТУУ: 7422486007. Почтовый индекс: 15322. Телефонный код: +380 4657.

## Власть
Орган местного самоуправления — Охрамиевичский сельский совет. Почтовый адрес: 15313, Черниговская обл., Корюковский р-н, с. Охрамиевичи, ул. Победы, 25а.